# Формуле љубави (књига)
Формуле љубави: како не упропастити сопствени живот тражећи праву љубав је стручна монографија аутора Зорана Миливојевића објављена 1995. године у издању "Прометеја" из Новог Сада. У "Прометеју" је књига имала седам издања, а издавачка кућа "Психополис" је крајем фебруара 2007. објавила друго, измењено издање и након тога више штампања.

## Аутор књиге
Зоран Миливојевић (1957) је др мед. психотерапеут с дугогодишњом праксом у индивидуалној, партнерској и групној терапији. Предаје на Универзитету Сигмунд Фројд у Бечу. Написао је неколико уџбеника и књига од којих се издвајају: Формуле љубави, Емоције, Игре које играју наркомани – Трансакциона анализа проблематичног узимања дрога. Заједно са Душаном Кецмановићем је објавио уџбеник Психијатрија, као и са Љубомиром Ерићем књиге Психотерапија, Сексуалние дисфункције и Динамичка психијатрија. У сарадњи са словеначким колегама објавио је илустровани приручник Мала књига за велике родитеље.Утемељио је социјалну психотерапију која користи медије којој је циљ да терапијске поруке допру до шире публике. У неколико књига: Уловити љубав, Психологике свакодневног живота, Психологичким списима и Родитељовање – о оптималном васпитању сабрао је текстове које је годинама објављивао у "Политици".
Живи и ради у Новом Саду и Љубљани.

## О књизи
Књига Формуле љубави: како не упропастити сопствени живот тражећи праву љубав је настала као резултат сусрета психотерапеута, аутора књиге, с деструктивним последицама заблуда о љубави у животима његових клијената. Аутор је разоткрио појединачне заблуде и указао на путеве њиховог превазилажења. Изложио је око тридесет основних заблуда и погрешних уверења, указао на обрасце мишљења, осећања и понашања који проистичу из таквих уверења и на типичне проблеме који су њихова последица, а то су љубавна несрећа и патња.
Књигу чине два дела: у првом аутор разматра љубав као систем, док у другом делу говори о неким од уверења који предтављају искривљене елементе представе о љубави: Љубав је смисао живота; У правој љубави нема конфликта и љутње; У правој љубави је секс фантастичан; Права љубав је безусловна; Права љубав је бол…, итд.
На крају књиге се налази тест који може бити од помоћи (посебно за жене, посебно за мушкарце). Тест указује на она уверења која постоје у његовим представама о љубави, а аутор књиге га упућује на оне делове књиге који ће помоћи читаоцу да преиспита своја уверења.
Књига Формуле љубави има своје словеначко и хрватско издање.